# The Cult Is Alive
The Cult Is Alive – jedenasta płyta norweskiego zespołu Darkthrone, wydana 27 lutego 2006 roku.

## Lista utworów
| Nr  | Tytuł utworu                         | Słowa  | Muzyka         | Długość |
| --- | ------------------------------------ | ------ | -------------- | ------- |
| 1.  | „The Cult of Goliath”                | Fenriz | Nocturno Culto | 4:02    |
| 2.  | „Too Old, Too Cold”                  | Fenriz | Nocturno Culto | 3:04    |
| 3.  | „Atomic Coming”                      | Fenriz | Fenriz         | 4:51    |
| 4.  | „Graveyard Slut”                     | Fenriz | Fenriz         | 4:04    |
| 5.  | „Underdogs and Overlords”            | Fenriz | Nocturno Culto | 4:02    |
| 6.  | „Whisky Funeral”                     | Fenriz | Nocturno Culto | 3:59    |
| 7.  | „De Underjordiske (Elia Capitolina)” | Fenriz | Nocturno Culto | 3:14    |
| 8.  | „Tyster På Gud”                      | Fenriz | Fenriz         | 3:09    |
| 9.  | „Shut Up”                            | Fenriz | Nocturno Culto | 4:46    |
| 10. | „Forebyggende Krig”                  | Fenriz | Fenriz         | 3:41    |
|     |                                      |        |                | 38:52   |

## Twórcy
- Gylve "Fenriz" Nagell - perkusja, śpiew w utworach "Graveyard Slut" i "Forebyggende Krig", gitara rytmiczna w utworze "Tyster På Gud"
- Ted "Nocturno Culto" Skjellum - śpiew, gitara, gitara basowa

## Listy sprzedaży
| Lista             | Kraj     | Pozycja |
| ----------------- | -------- | ------- |
| VG-Lista          | Norwegia | 22      |
| Sverigetopplistan | Szwecja  | 59      |